# Csíkbánkfalva borvízforrásai
Csíkbánkfalván több borvízforrás ismeretes, nagyobb részük a Szentegyházas-patak völgyében tör fel. A jó gyógyhatással rendelkező források körül két népi fürdő alakult ki az évek folyamán.

## Története
A Fiság völgyében elterülő Csíkbánkfalván jótékony gyógyhatású borvízforrások törnek fel, melyeket régóta ismernek és használnak a környéken élők.
A borvízforrások nagy része a Szentegyházas-patak több ágra szakadó völgyében tör fel, ezek közül az Adorján-forrás a legismertebb. A kis hozamú, jó gyógyhatással rendelkező forrásnál fürdő alakult ki, valószínűleg már a 19. században. Napjainkban egy természetgyógyász működteti az Adorjánfürdőt. A helyi önkormányzattól bérelt fürdő területén található épületeket a vállalkozó felújította, a mofettát rendbehozta és modern kezelőközpontot létesített a gyógyulni vágyók számára.
Az Adorjánfürdőtől nem messze található a Csemetekerti-borvíz. A völgyben ismert még a Pincéd-patak jobb oldalán feltörő Katona borvíz, a Vermed-patak bal oldalán feltörő Bákai-forrás, melynél szintén létezett egy népi fürdő régen, a Bákai-fürdő. Az Adorjánfürdő alatt tör fel a jelentős vastartalmú Cserefaküpüs borvízforrás.
Csíkbánkfalva délkeleti részén levő völgyben három borvízforrás található, a Benkő Károly által már 1853-ban említett, betongyűrűbe foglalt Göncédi borvíz, a Kisvölgye- és a Vágási borvizek. Az Édesbükke borvízforrás a Csíkszentmárton és Csíkbánkfalva közötti részen, a Csíki-havasokba felnyúló patakvölgyben tör fel.

## Gyógyhatása
A Csíkbánkfalva borvízforrásait ivókúrában, a fürdők területén levő forrásokat ivókúrában és melegvizes fürdőkúrában is használták a gyógyulni vágyók.

## Jellegzetessége
A Csíkbánkfalva területén feltörő források többnyire kalcium-hidrogén-karbonát jellegű ásványvizek, de megtalálhatók itt a kalcium-magnézium-hidrogén-karbonát és nátrium-magnézium-hidrogén-karbonát típusú ásványvizek is.